# Mirella Carbone
Mirella Carbone Dagnino (Lima) es una bailarina, coreógrafa y docente peruana de danza contemporánea, considerada una de sus mayores exponentes en el Perú.

## Biografía
Hija de Agostino Carbone Lercari y Enriqueta Dagnino Martello.
Se inicia en la danza a los seis años en la escuela, donde recibió clases de Ballet y abandona esta disciplina a los diecisiete, edad en la que emprende la búsqueda sobre qué era lo que quería estudiar. Viaja a Italia y estudia Historia del Arte en la Universidad de Perugia, sin llegar a concluir la carrera. Regresa a Perú e ingresa a Cuatrotablas, grupo de teatro corporal con el que revive su vínculo con el movimiento. Posteriormente, viaja a Ecuador, donde observa al bailarín Wilson Pico y se convence de retomar la danza: «Cuando lo vi fue una sensación muy especial, la pieza que yo vi no era para llorar, pero yo lloraba. Me decía: quiero hacer esto, esto es lo mío». Decide así abrir un taller en Guayaquil que funcionaría como un laboratorio de movimiento gratuito en el que inicia sus investigaciones. En 1989, junto al grupo Sarao y Lucho Mueckay, fundó la primera Escuela de Danza Contemporánea en la Casa de la Cultura de Guayaquil. Participó en el primer Concurso de Coreografía de Ecuador en el que obtiene el primer puesto. Trabaja con Teatro Ensayo Gestus y montó Gali Galápago en 1991. Dirigió Deshojando a Margarita, por invitación de Susana Nicolalde y, cuatro años después, Jaula de viento para la Corporación Tragaluz.
A su regreso al Perú, en 1995, crea y codirige la Escuela de Danza Pata de Cabra con las bailarinas Pachi Valle Riestra y Rossana Peñaloza. Desde marzo del 2002 se le encarga el dictado de las clases de danza contemporánea en el Teatro de la Universidad Católica. En 2003 asume la dirección del grupo Andanzas de la Pontificia Universidad Católica del Perú, logrando en 2009 que este se formalice como la Escuela de Danza Contemporánea, donde además ha sido maestra de los laboratorios de investigación y creación de danza y movimiento. En 2007, por encargo del Ministerio de Educación, escribe el Fascículo de Técnicas y Estrategias Creativas para la enseñanza de la danza para docentes de la educación secundaria.
Ha desarrollado activamente proyectos sociales por medio de la danza por lo que sido homenajeada por el Centro de la Mujer Peruana Flora Tristán por su contribución en “El cuerpo y la mujer” (2004). Asimismo, el Consejo Nacional de Danza del Perú le ofrece un homenaje por su compromiso y colaboración con la educación en la danza en 2009. Ese mismo año gana el premio de Iberescena (España) para la creación de un guion coreográfico. De igual modo, la Alianza Francesa le brinda un reconocimiento por su trayectoria artística en 2012.
En el año 2013 obtiene el Bachillerato en Educación de la Facultad de Educación de la PUCP y es reconocida como Personalidad Meritoria de la Cultura por el Ministerio de Cultura del Perú. Además, logra la creación de la Especialidad de Danza que trajo consigo la formalización de la Facultad de Artes Escénicas de la Pontificia Universidad Católica del Perú, donde actualmente se desempeña como directora. En julio del 2015 recibe el Premio a la Responsabilidad Social Universitaria Docente 2015 por la Dirección Académica de Responsabilidad Social (DARS) de la misma universidad.

## Práctica artística
Gran parte de su aprendizaje ha sido desarrollado por intuición propia, como comenta en repetidas ocasiones. Parte de la imagen metafórica para desglosar y desarrollar un argumento, lo que ubica su propuesta dentro del género de la danza-teatro. 

Desde mis inicios me interesó la búsqueda de personajes, de movimientos que generan las emociones y las acciones necesarias de interrelación.

Su investigación la lleva a encontrar los Haikus, poemas japoneses que llaman su atención porque «llevan la máxima expresión en la mínima escritura» lo que la ayuda a encontrar la proporción justa para que la propuesta sea concisa. Con respecto al movimiento comenta: «No busco gente que tenga un nivel técnico extraordinario sino que tenga, más bien, algo que decir».
Sus obras giran en torno a temáticas sobre el sistema social, las interrelaciones humanas, la mujer y la infancia.

## Obras
- Embrujo de bolero (1991)
- Gali-Galápago (1991)
- Caja Negra (1993)
- Védova in Lumine (1993)
- Kitchen (1994)
- Muchacha del Demonio (1995)
- Delito de noche (1996)
- Quinta Estación (1998)
- El Arrebato (1999)
- Deshojando a Margarita (2000)
- Convidada de Piedra (2000)
- Jaula de Viento (2002)
- Jirafa Urbana (2002)
- Haiku (2003)
- Paso Doble (2004)
- Platos Rotos (2005)
- Matachola (2007)
- Altas Mujeres Encorvadas (2009)
- Bochorno (2011)
- Cuento acabado (2015)